# Baczków (Petite-Pologne)
Pour les articles homonymes, voir Baczków.
Baczków (prononciation : [ˈbat͡ʂkuf]) est une localité polonaise de la gmina et du powiat de Bochnia en voïvodie de Petite-Pologne.